# Telecleia
Nella mitologia greca, Telecleia (greco antico: Τηλέκλεια Tēlèkleia) (... – ...) è stata una delle figlie di Ilo di Troia e forse di  Euridice.

## Biografia
Era la sorella di Laomedonte e Temiste. Sposò il re Cisseo di Tracia e quindi fu la madre di Teano, moglie di Antenore e anche probabile madre di Ecuba.